# シュタンザーホルン

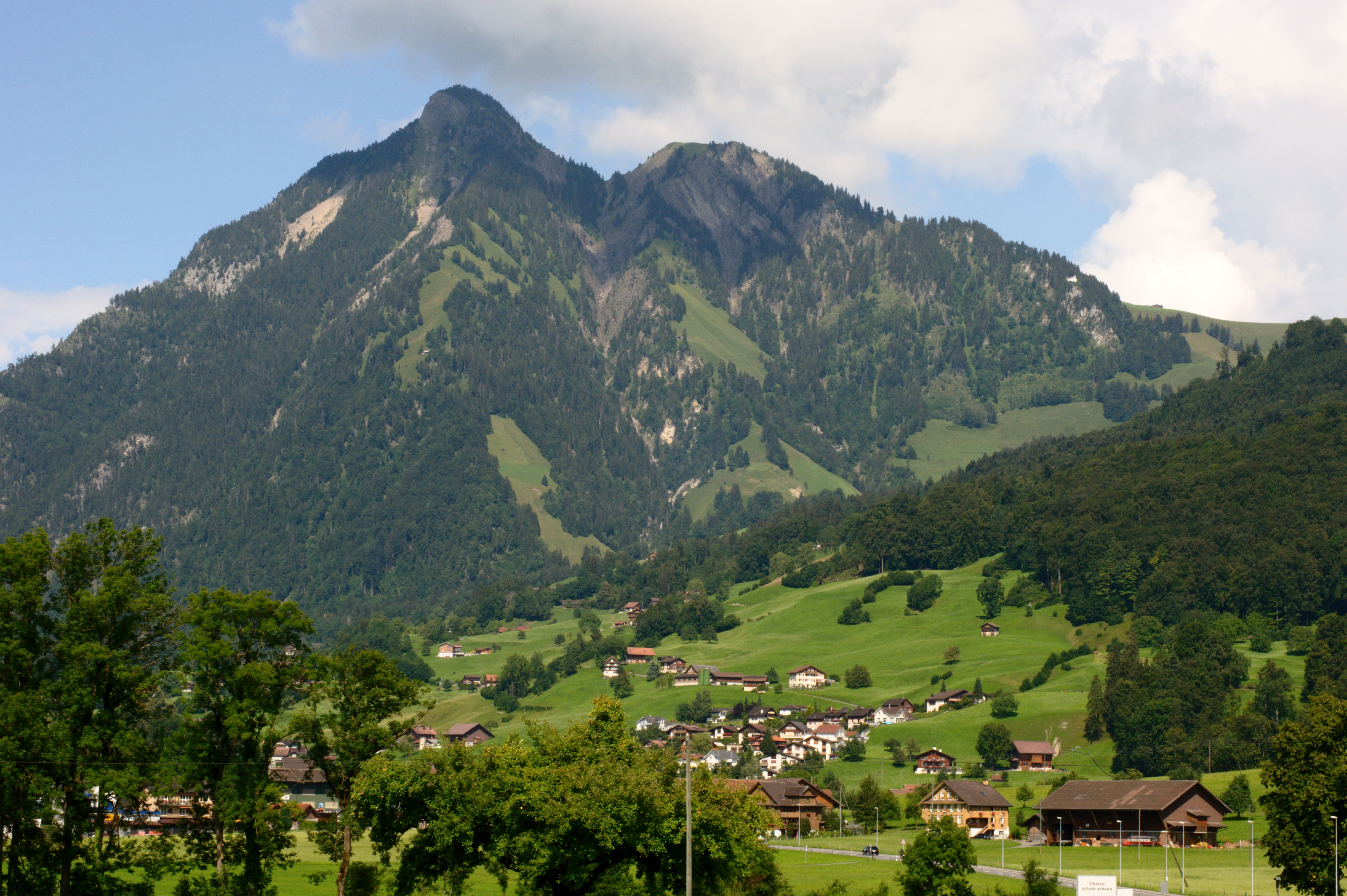
シュタンザーホルンを南西から望む

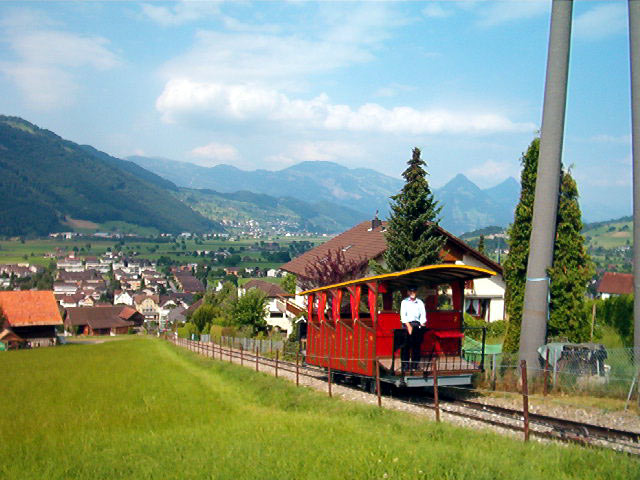
シュタンザーホルン線のケーブルカー

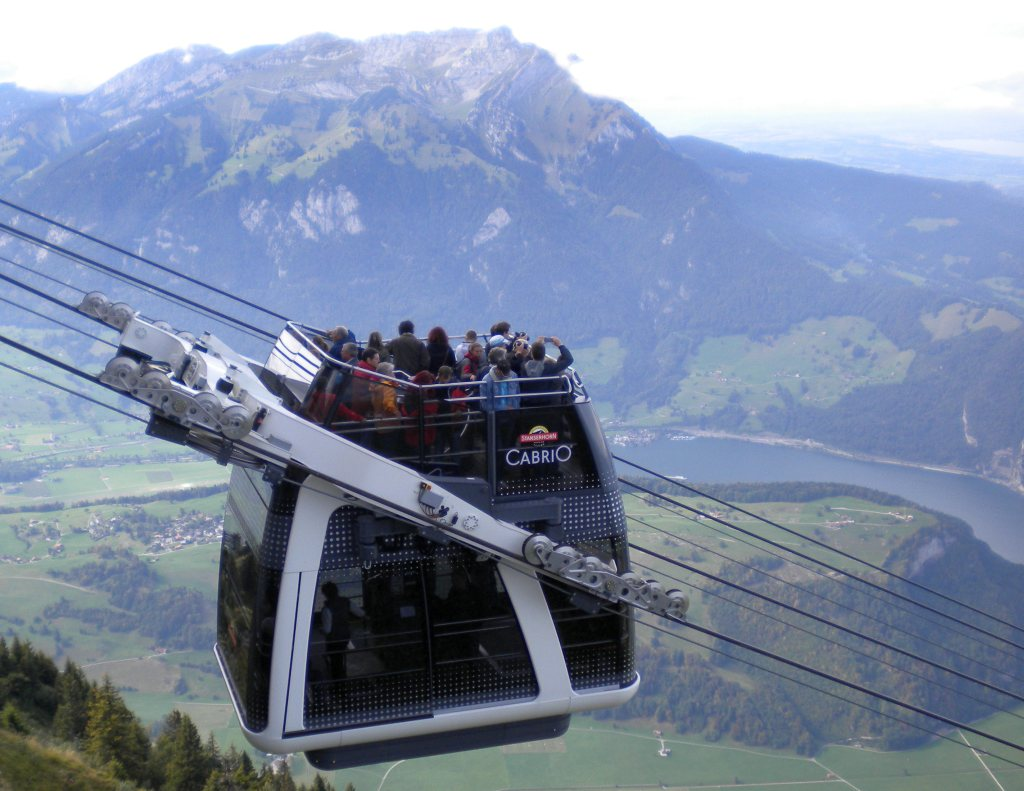
シュタンザーホルン線のロープウェイ

シュタンザーホルン(Stanserhorn)は、スイスのニトヴァルデン準州にある標高1898mの山である。ニトワルデン準州の州都シュタンスからケーブルカー（フニクラ）と、ロープウェイを乗り継いで、山頂駅まで上がることができる。
山頂駅の標高は、1850m。山頂からは、フィアヴァルトシュテッテ湖（ルツェルン湖）をはじめとする中央スイス地方の湖と、スイスアルプスの山並みの景観が広がる。
2012年に中間駅のケルティKältiと山頂駅を結ぶロープウェイが更新された。新しいロープウェイは世界初となるオープンデッキ付き2階建てのキャビンで、「カプリオ」と命名された。上層デッキからはガラス窓などに遮られることなく、周囲の景観を見ながら移動することができる。
シュタンス～ケルティ間は、1892年から1893年にかけて敷設されたレトロなケーブルカー（フニクラ）である。それに対し、ケルティ～スタンザーホルン間は世界最新のロープウェイと時代の異なる2つの山岳交通機関に乗ることができる。運行は例年4月中旬～11月中旬で、冬季は運行停止。山頂には回転レストランがある 。